# 利普·派克
利普曼·伊曼紐·「利普」·派克（英語：Lipman Emanuel "Lip" Pike, 1845年5月25日—1893年10月10日），綽號「Iron Batter」，為19世紀美國棒球選手。他是第一位美國職業棒球員之一，也是首位猶太裔的職業棒球員。他的弟弟Israel Pike曾在1877年短暫在布魯克林哈特福隊打球。
派克被認為是第一位職業棒球選手以及首位猶太裔職業棒球員，因此他被選入國際猶太裔運動員名人堂。

## 生平
派克出生於紐約，父親是一名男子服飾經售商。他有三個兄弟和一個姐姐。在他年輕時全家人就搬至布魯克林生活。

### 職業生涯
派克13歲時開始打棒球。1865年，他加入了國家協會的布魯克林亞特蘭提斯隊，開啟職業棒球生涯。
1867年，他加入了紐約同好。1869年，他再度回到了布魯克林亞特蘭提斯打球，並成為了隊長，該年他繳出6成10的打擊率。1870年，亞特蘭提斯隊中止了辛辛那提紅長襪隊的93連勝。
1871年，國家聯盟成立，派克也加入了特洛伊乾草機，開啟他國家聯盟的開幕季。該季他打擊率3成77，擊出聯盟最多的4支全壘打。他長打率6成54，上壘率4成。最後乾草機隊排名第六。
1872年，乾草機隊將他們的陣容大改造，因此派克被交易至金絲雀隊。隔年，他連續三季成為全壘打王。不過由於金絲雀隊破產解散，因此派克轉戰哈特福深藍。當時深藍隊並不是支厲害的球隊，但是派克長打率5成74領先全聯盟，3成68上壘率排名聯盟第二。
隔年，派克改披聖路易棕長襪的戰袍，雖然他盜壘25次，但是卻沒擊出任何全壘打。他15支全壘打和135壘打數是國家協會最多。
1876年，國家聯盟正式取代國家協會。該年棕長襪隊戰績以第二名坐收。
1877年，派克加入辛辛那提紅人，但是紅人卻僅拿下15勝42敗，成為最後一名。不過該年派克還是成為全壘打王。1878年，派克已經是一位32歲的老將，加上紅人把當時年僅20歲的新秀Buttercup Dickerson拉上來，派克的出賽場次也愈來愈少。1878年球季中，他被交易至普維敦斯灰。而Sporting Life也將派克評為1870到1880年代的明星隊成員。
1881年，派克經歷了兩年的小聯盟生涯後，於伍斯特紅腿隊回歸登板，但他身手已不復以往，打擊率僅1成11，18個打數完全沒打出任何長打。1887年，42歲的派克在紐約大都市人出賽一場，成為當時最老的球員。
1893年，派克突然死於心臟病，他被安葬在布魯克林區的Salem Fields Cemetery。

## 軼事及其他
- 派克是當時聯盟中跑步最快的選手[9]。1873年8月16日，他在巴爾的摩的紐溫頓公園和一隻叫做Clarence的馬進行100碼競速，想不到他竟然以4碼及10秒之差贏得比賽，而他也拿到了250美元(今5,100美元)的獎金。
- 截至2018年為止，他是大聯盟唯七位猶太裔教練[10]。另外6位分別是Gabe Kapler, 鮑勃·馬文, Brad Ausmus, Jeff Newman, Norm Sherry以及盧·布德羅[10]。

- 1936年，派克被提名至名人堂，但未入選。

## 參看
- 美國職棒大聯盟全壘打王
- 美國職棒大聯盟打點王

## 外部連結
- 球員資訊和成績在MLB，ESPN，Baseball-Reference，Fangraphs，The Baseball Cube（英文）